# Michel Picard (Radio-Canada)
 (décembre 2011).
Pour les articles homonymes, voir Michel Picard et Picard (homonymie).
Michel Picard est un journaliste canadien à la Société Radio-Canada. Il est chef d'antenne du Téléjournal Ottawa-Gatineau. 